# Мјастко
Мјастко (пољ. Miastko) град је у Пољској у Војводству поморском. По подацима из 2012. године број становника у месту је био 11 051.

## Становништво
| 2012.  |
| ------ |
| 11 051 |

## Партнерски градови
- Бад Фалингбостел